# Skuwacz łańcucha

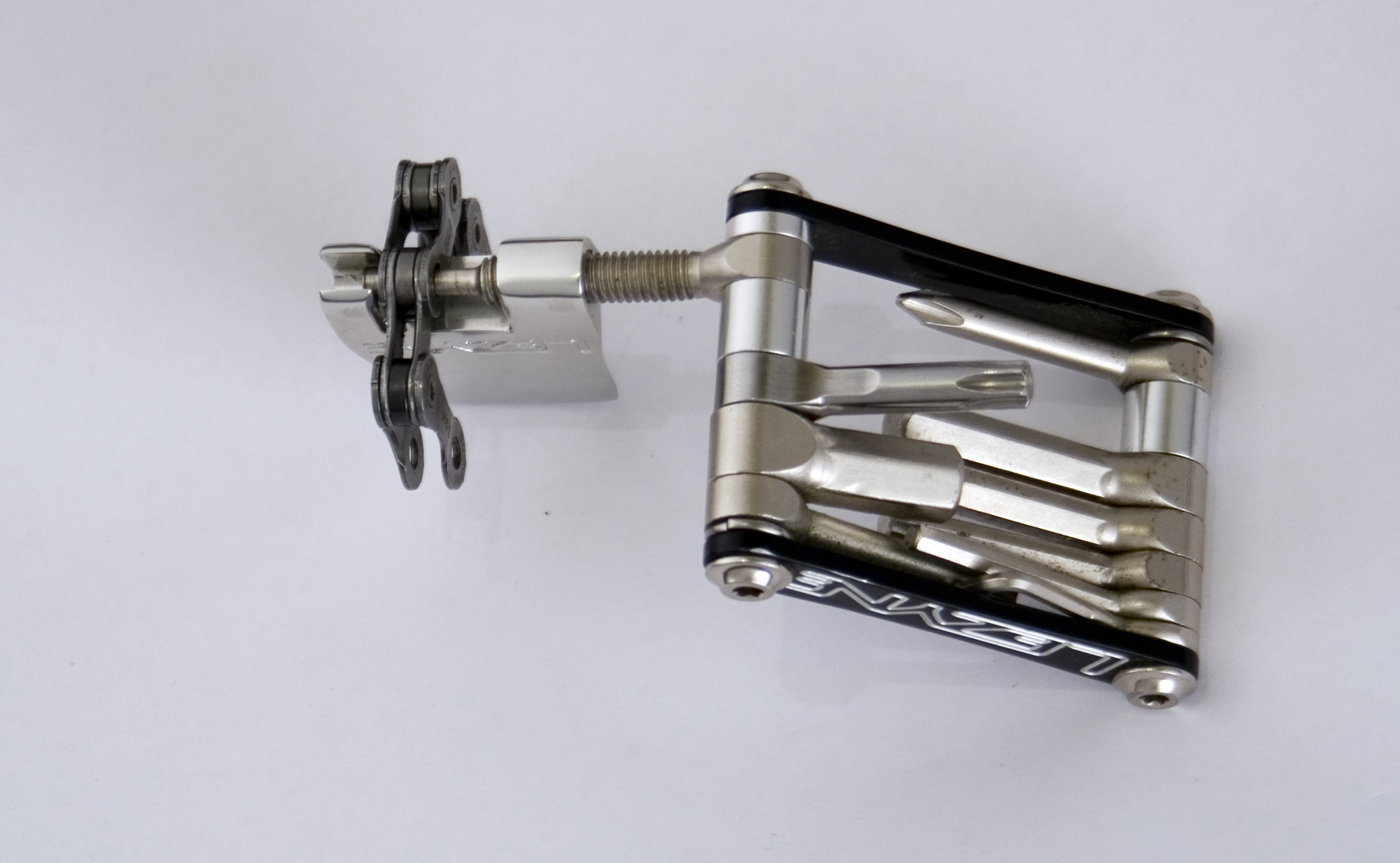
Skuwacz w trakcie demontażu sworznia.

Skuwacz łańcucha – mechaniczny przyrząd służący do łączenia i rozdzielania ogniw w łańcuchu rowerowym. Rozdzielanie ogniw odbywa się przez usunięcie sworznia i rozłączenie elementów. W analogiczny sposób, przez wprowadzenia sworznia pomiędzy ogniwa łańcucha, wykonuje się jego złączenie.

## Konstrukcja
Skuwacz najczęściej jest wykonywany w postaci małego imadła. Ogniwa łańcucha są opierane o odpowiednie występy w części nieruchomej, a ruchoma śruba służy do wyciskania sworznia. Koniec śruby posiada odpowiedni kształt, pasujący do zagłębienia w sworzniu. Niektóre skuwacze posiadają również możliwość wymiany końcówki ruchomej śruby. Skuwacze mogą być wykonane jako niezależne narzędzia, jednak coraz częściej stanowią one jeden z elementów uniwersalnych narzędzi rowerowych.

## Zastosowanie
Narzędzie to jest używane do rozłączania i łączenia ogniw łańcucha rowerowego. W przypadku braku spinki (ang. master link albo quick-release link) jest to jedyna możliwość demontażu łańcucha np. w celu jego dokładnego wyczyszczenia. Ponadto przy montażu nowego łańcucha istnieje konieczność dobrania jego odpowiedniej długości przez usunięcie odpowiedniej liczby ogniw. W przypadku uszkodzenia wybranych ogniw (np.: w wyniku zakleszczenia się łańcucha) umożliwia usunięcie wadliwych elementów.